# Каликасас
Каликасас (на испански: Calicasas) е населено място и община в Испания. Намира се в провинция Гранада, в състава на автономната област Андалусия. Общината влиза в състава на района (комарка) Вега де Гранада. Заема площ от 11,25 km². Населението му е 555 души (по данни от 2010 г.).